# Ladislav R. Schramm
MUDr. Ladislav Richard Schramm (21. února 1915 Šahy – 19. prosince 1984 Lučenec) byl slovenský lékař, klavírista a hudební skladatel.

## Život
Ladislav Richard Schramm studoval na gymnáziu ve svém rodném městě. V Šahách také získal základní hudební vzdělání u paní Júlie Tóthové. V roce 1931 začal studovat hudbu u prof. Štefana Németha-Šamorínskeho v Bratislavě a později pokračoval u prof. Alexandra Moyzese na Hudební a dramatické akademii v Bratislavě. V letech 1932–1941 studoval medicínu na Lékařské fakultě Univerzity Pétera Pázmánya v Budapešti. Vedle toho účinkoval jako klavírista v bratislavském rozhlase a začal komponovat populární písně. V roce 1934 mu vyšla tiskem jeho první úspěšná píseň „Do tvojich modrých očí“ a v následujících letech složil na 200 písní. Během studia v Budapešti hrál na klavír v různých barech a zkomponoval i svou první operetu Zajímavá žena.
Po promoci působil jako vojenský lékař v různých lazaretech a nemocnicích Bulharska a Rumunska. Oženil se s Agnešou ze Satu Mare z Rumunska, se kterou měl dvě děti. Po skončení války pracoval jako obvodní lékař v Trnavě a v Jelce v okrese Galanta. V Jelce založil orchestr složený převážně z cikánských hudebníků a nastudoval s ním svou operetu Néma lány (Němé děvče) na motivy románu Móra Jókaiho Gróf bláznov alebo Príbehy zo starého kaštieľa. V roce 1959 odešel do Poltára, kde působil jako okresní posudkový lékař. V Poltáru vznikla většina jeho operet, které uváděl vesměs s amatérským souborem vytvořeným z místních hudebníků.
V roce 1974 se přestěhoval do Lučence, kde vykonával funkci krajského posudkového lékaře až do odchodu do důchodu v roce 1980. V důchodu ještě vyučoval hře na klavír a pracoval jako turistický průvodce. Zemřel na rakovinu v lučenecké nemocnici 19. prosince 1984. Je pochován v rodinné hrobce v Šahách.

## Dílo
Schrammovo dílo je rozsáhlé. Nedosáhlo takové popularity jako skladby jiných autorů slovenské populární hudby, jako byl např. Gejza Dusík nebo Ján Móry, patrně však proto, že žil na venkově mimo velká města.

### Operety
- Zajímavá žena
- Němé děvče
- Jozefka z malej krčmičky
- Prievan
- Kuruci
- Zlatokopi
- Karol a tí druhí

### Písně
- Agneša
- Budem ťa večne ľúbiť
- Hraj, cigáň!
- Zbohom buď dievčatko
- V tajomnom bare
- Biely orgován
- Tak tíško tu chodí láska
- Pilo by sa pilo, keby bolo za čo